# Selaginella macrathera
Selaginella macrathera là một loài dương xỉ trong họ Selaginellaceae. Loài này được Weath. mô tả khoa học đầu tiên năm 1943.